# Оберрордорф
Оберрордорф (нем. Oberrohrdorf) — коммуна в Швейцарии, в кантоне Аргау.
Входит в состав округа Баден-Аргау.  Население составляет 3617 человек (на 31 декабря 2007 года). Официальный код  —  4037.